# Principato vescovile di Bamberga
Il Vescovato di Bamberga fu uno stato ecclesiastico che fece parte del Sacro Romano Impero, eretto nel 1245 fino alla sua mediatizzazione nel 1803 da parte dell'Elettorato di Baviera.

## Storia

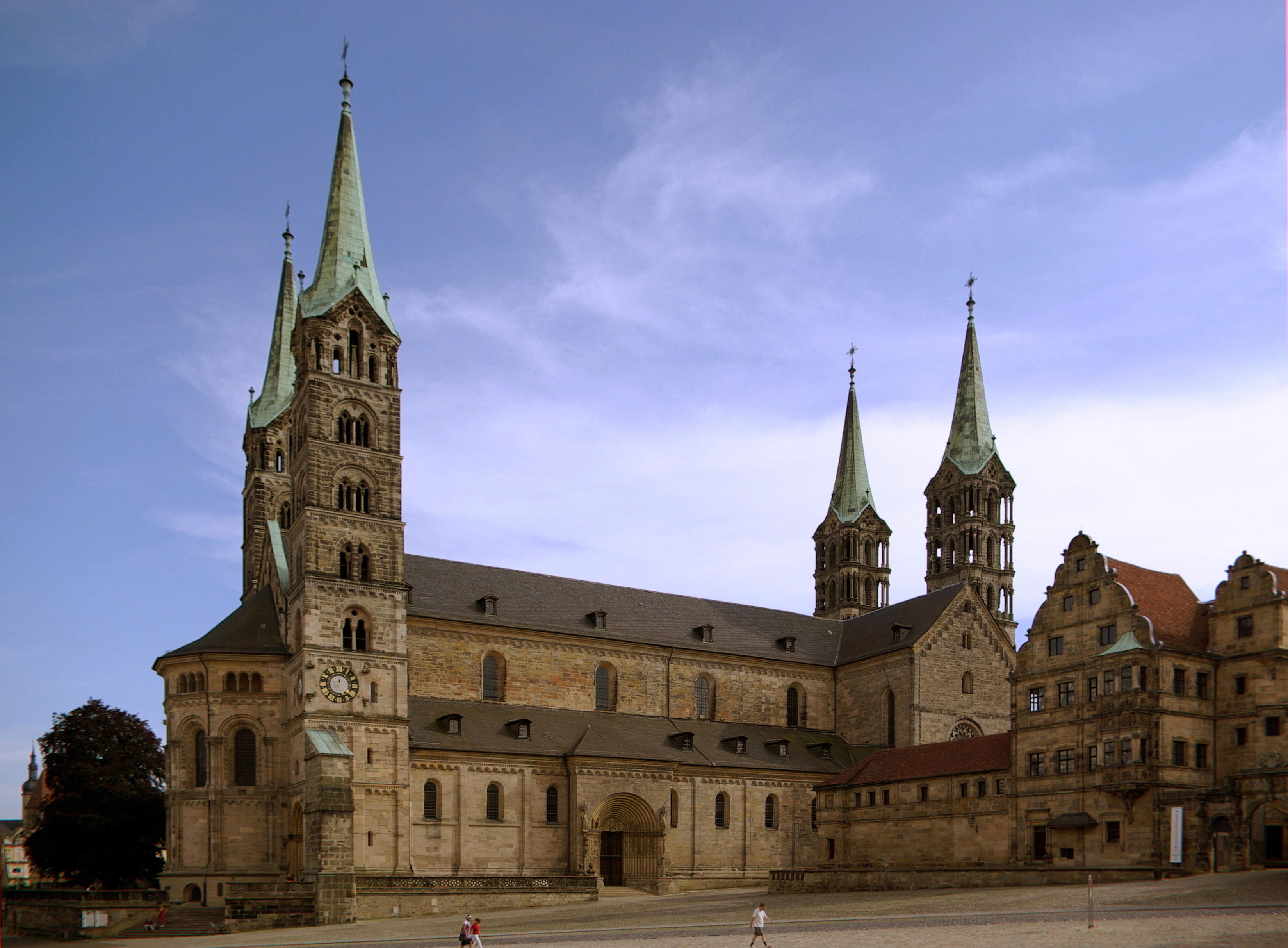
La Cattedrale di Bamberga

Già dal 1007 l'Imperatore Enrico II aveva fondato col permesso pontificio la diocesi di Bamberga al fine di espandere la diffusione del Cristianesimo e sconfiggere il paganesimo in quell'area. A pochi decenni dopo la sua istituzione, il vescovato di Bamberga ebbe un vescovo poi noto come Papa Clemente II, salito al soglio pontificio nel 1046.
Nel 1245 il vescovo di Bamberga ricevette dall'imperatore Federico II, tramite il Confoederatio cum principibus ecclesiasticis, il titolo di principe vescovo. Durante la sua massima estensione, oltre al territorio attorno a Bamberga, il principato includeva delle enclaves all'interno del Ducato di Carinzia tra cui gli importanti villaggi di Villaco, Feldkirchen, Wolfsberg e Tarvisio(compresa la Val Canale fino a Pontebba) e Kirchdorf an der Krems all'interno dell'Arciducato d'Austria, sebbene non dotati di immediatezza imperiale.
Dal 1500 fece parte del Circolo della Franconia del Sacro Romano Impero.
Il suo quarantesimo principe, il vescovo Giorgio III di Limburgo (1505-1522), incline alla Riforma protestante, causò notevoli attriti sociali col suo successore Weigand (1522-1556) e sofferenze che culminarono con la Guerra dei Trent'anni e conclusesi con la Pace di Vestfalia.
Nel 1758 il vescovo vendette Villaco, Tarvisio e le altre enclaves all'interno del Ducato di Carinzia a Maria Teresa d'Austria che rimasero territorio asburgico fino al 1918.
A seguito delle guerre napoleoniche, il principato venne secolarizzato e mediatizzato nel 1803 da parte dell'Elettorato di Baviera.

## Cronotassi dei principi-vescovi (1245-1803)
- Heinrich von Bilversheim, O.F.M. † (2 ottobre 1245[3] - 17 settembre 1257 deceduto)
- Berthold von Leiningen † (11 gennaio 1259 - 17 maggio 1285 deceduto)
  - Mangold von Neuenburg † (1285/1286 dimesso) (vescovo eletto)[4]
- Arnold von Solms † (15 maggio 1286 - 19 luglio 1296 deceduto)
- Leopold von Grundlach † (21 marzo 1297 - 22 agosto 1303 deceduto)
- Wulfing von Stubenberg, O.P. † (31 gennaio 1304 - 14 marzo 1319 deceduto)
- Johannes Wulfing von Guttingen † (16 giugno 1322 - 23 dicembre 1323 nominato vescovo di Frisinga)
- Heinrich von Sternberg, O.P. † (4 luglio 1324 - 1º aprile 1328 deceduto)
- Johannes † (26 aprile 1328 - ? deceduto)
- Werntho Schenk von Reicheneck † (8 maggio 1329 - 8 aprile 1335 deceduto)
- Leopold von Egloffstein † (24 aprile 1336 - 27 giugno 1344 deceduto)
- Friedrich von Hohenlohe † (20 ottobre 1344 - 26 dicembre 1352 deceduto)
- Leopold of Bebenburg † (15 aprile 1353 - 22 ottobre 1363 deceduto)
- Friedrich von Truhendingen † (10 gennaio 1364 - 19 maggio 1366 deceduto)
- Ludwig di Meissen † (5 giugno 1366 - 28 aprile 1374 nominato arcivescovo di Magonza)
- Lamprecht von Brunn † (28 aprile 1374 - 1398 dimesso)
- Albrecht von Wertheim † (14 marzo 1399 - 19 maggio 1421 deceduto)
- Friedrich von Aufsess † (21 settembre 1421 - 1431 dimesso)
- Anton von Rotenhan † (9 novembre 1431 - 5 maggio 1459 deceduto)
- Georg von Schaumberg † (13 luglio 1459 - 4 febbraio 1475 deceduto)
- Philipp von Henneberg † (12 aprile 1475 - 26 gennaio 1487 deceduto)
- Heinrich Gross von Trockau † (28 marzo 1487 - 27 marzo 1501 deceduto)
- Veit Truchsess von Pommersfelden † (7 maggio 1501 - 7 settembre 1503 deceduto)
- Georg Marschalk von Ebneth † (11 dicembre 1503 - 30 gennaio 1505 deceduto)
- Georg Schenk von Limpurg † (18 aprile 1505 - 31 maggio 1522 deceduto)
- Weigand von Redwitz † (7 gennaio 1523 - 20 maggio 1556 deceduto)
- Georg von Rugheim † (20 maggio 1556 succeduto - 22 marzo 1561 deceduto)
- Veit von Würzburg † (19 novembre 1561 - 8 luglio 1577 deceduto)
- Johann Georg Zobel von Giebelstadt † (29 gennaio 1578 - 7 settembre 1580 deceduto)
- Martin von Eyb † (15 marzo 1581 - 26 agosto 1583 dimesso)
- Ernst von Mengersdorf † (21 novembre 1583 - 21 ottobre 1591 deceduto)
- Neidhart von Thungen † (21 giugno 1593 - 26 dicembre 1598 deceduto)
- Johann Philipp von Gebsattel † (19 luglio 1599 - 26 giugno 1609 deceduto)
- Johann Gottfried von Aschausen † (4 novembre 1609 - 29 dicembre 1622)[5]
- Johann Georg Fuchs von Dornheim † (17 febbraio 1624 - 29 marzo 1633 deceduto)
- Franz von Hatzfeld † (31 ottobre 1633 - 30 luglio 1642 deceduto)[6]
- Melchior Otto Voit von Salzburg † (7 maggio 1643 - 4 gennaio 1653 deceduto)
- Philipp Valentin Albrecht von Voit von Rieneck † (14 gennaio 1658 - 3 febbraio 1672 deceduto)
- Peter Philipp von Dernbach † (28 gennaio 1675 - 24 aprile 1683 deceduto)[7]
- Marquard Sebastian von Schenk von Stauffenberg † (12 agosto 1686 - 9 ottobre 1693 deceduto)
- Franz Lothar von Schönborn † (4 gennaio 1694 - 30 gennaio 1729 deceduto)
- Friedrich Karl von Schönborn † (30 gennaio 1729 succeduto - 3 agosto 1729 nominato vescovo di Würzburg)
  - Friedrich Karl von Schönborn † (3 agosto 1729 - 25 luglio 1746 deceduto) (amministratore apostolico)
- Johann Philipp Anton von Franckenstein † (19 dicembre 1746 - 3 giugno 1753 deceduto)
- Franz Konrad von Stadion und Thannhausen † (26 settembre 1753 - 6 marzo 1757 deceduto)
- Adam Friedrich von Seinsheim † (23 maggio 1757 - 18 febbraio 1779 deceduto)[8]
- Franz Ludwig von Erthal † (12 luglio 1779 - 14 febbraio 1795 deceduto)[9]
- Christoph Franz von Buseck † (1º giugno 1795 - 28 settembre 1805 deceduto)

Perdita del potere temporale nel 1803. Il territorio venne assegnato all'Elettorato di Baviera.